# 香屯街道
香屯街道，是中华人民共和国江西省上饶市德兴市下辖的一个乡镇级行政单位。

## 行政区划
香屯街道下辖以下地区：
香屯社区、乐安社区、园艺社区、五星社区、杨家湾社区、汪村、南墩村和兰村。